# 艾麗斯·施瓦策爾
艾麗斯·索菲·施瓦策爾（德語：Alice Sophie Schwarzer，1942年12月3日—） 是一位德國記者與女性主義者。她是德國女性主義雜誌《EMMA》的創始人和出版者，提出「反對反堕胎法、支持女性經濟自己自足、反對色情、賣淫、女性生殖器残割以及伊斯蘭教的女性應享有平等對待」等主張的女性主義先驅。她也撰寫許多書籍，包括罗密·施奈德 、玛丽昂·登霍夫和她自己的傳記。

## 生平與成就
施瓦策爾出生於伍珀塔尔，母親是年輕的單親女性，  ，由祖父母在伍珀塔尔撫養長大。 她将祖父母描述為反納粹份子。 第二次世界大战期間，他們被疏散到巴伐利亚，直到1950年才返回鲁尔區。在巴黎學習法语後，史瓦茲於1966年開始在杜塞尔多夫從事新聞實習工作， 並被派往巴黎擔任記者。 
1970年至1974年，她以自由撰稿人身份為多家巴黎媒體工作。同時，她在米歇尔·福柯等人的課程學習心理学和社會學，並遇見了让-保罗·萨特和丹尼尔·科恩-本迪特。 她是巴黎女性運動（ Mouvement de libération des femmes ，MLF）的創始人之一，並將她們的思想傳播到德國。   1971年4月，施瓦策爾與西蒙娜·德·波伏瓦、让娜·莫罗、凯瑟琳·德纳芙以及340名法國婦女一起公開宣佈她們非法墮胎，成功推動法国堕胎合法化。 
她說服《斯特恩》雜誌在德國以同樣的方式推動墮胎合法化。  1971年6月，施瓦策爾、罗密·施奈德（Romy Schneider）與森塔·伯杰（ Senta Berger）等374名德國婦女發起「我們墮胎了！」運動，承認她們非法墮胎，進而推動德国堕胎合法化。 幾十年後，史瓦茲透露她從未墮胎過， 她將她的計畫稱為 Frauen gegen den § 218（“婦女反對第 218 條”，這是德国刑法典中規定非法墮胎的部分）。 1971 年秋天，施瓦策爾出版第一本同名書籍。 1975 年德国宪法法院关于堕胎的裁决對該法規進行修改。 
施瓦策爾最有名的著作之一是1975年出版的《微小差異與巨大影響》（ The little difference and its great consequences），使她名聲遠播。 它被翻譯成十一種語言。自該書出版後，施瓦策爾成為德國最受矚目也最具爭議性的女性主義者。 

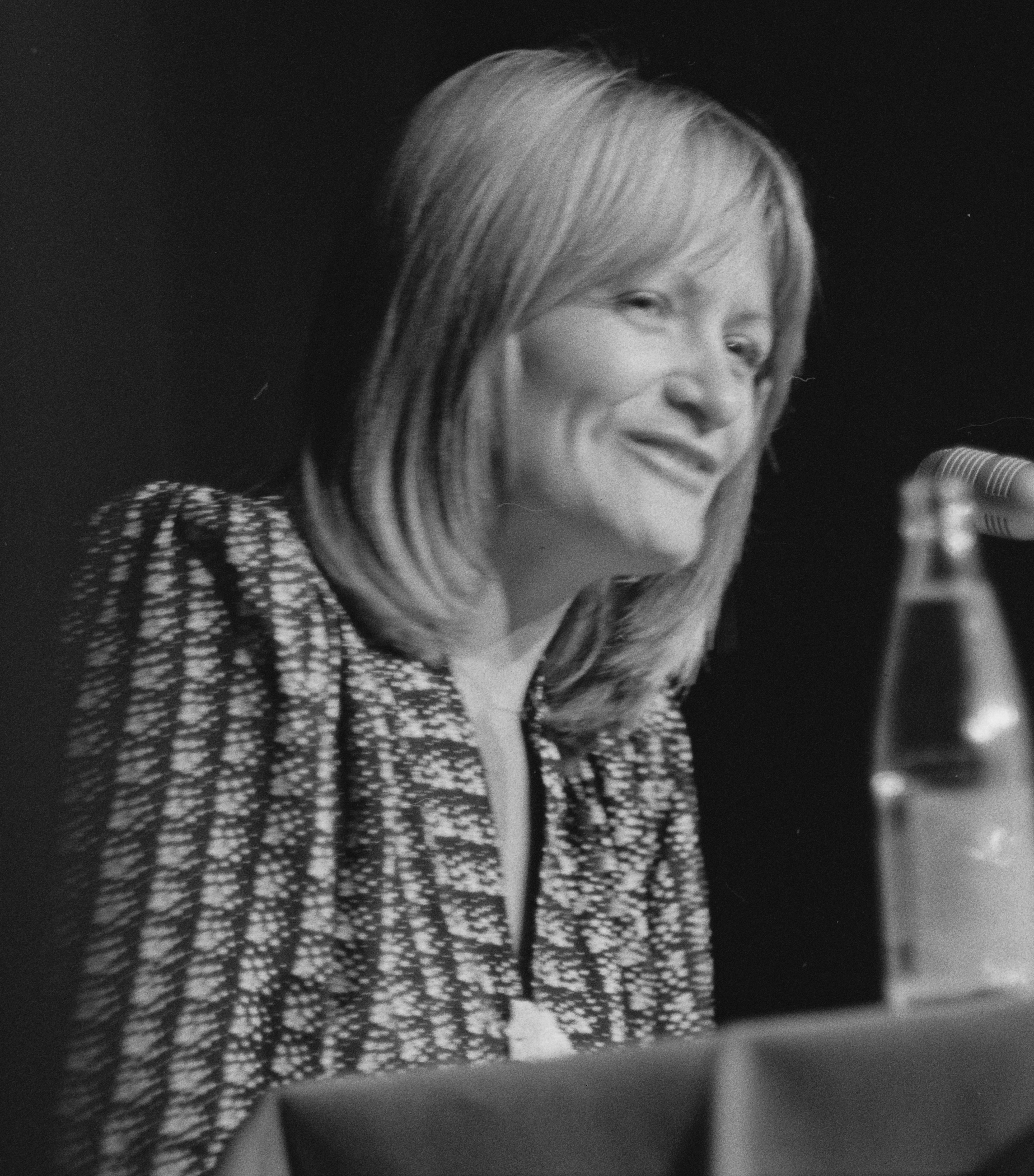
施瓦策爾於1977年

她的目標之一是實現婦女的經濟自給自足。她反對要求已婚婦女在外出從事有償工作之前必須獲得丈夫許可的法規，該規定已於 1976 年刪除。 
在1977年1月，她的雜誌《EMMA》第一期出版，她接下來幾年的工作重心即是作為雜誌的主編及出版商。
她在1987年發起的「PorNo」運動中，主張德國應禁止色情作品，她認為色情作品侵犯了女性的尊嚴，形成媒體暴力，並促成對女性的厭惡和身體暴力。這場持續進行中的運動並未取得太大的成功。
從1992年到1993年，施瓦策爾擔任了德國電視頻道黑森廣播公司的電視節目《Zeil um Zehn》的主持人。她經常在德國電視脫口秀節目中露面，因此在與女權主義相關的所有事務上，她已成為德國電視的一個不可或缺的存在。
關於德國的妓女問題，她反對2002年的法規，其內容完全合法化了妓院。她認為妓女問題是對女性的暴力行為，並支持像瑞典那樣的法律，該國的法律允許性行為的出售，但不允許購買。
她於2011年出版了自傳《Lebenslauf（簡歷）》。
她對政治伊斯蘭主義和伊斯蘭教中婦女的地位持高度批判態度。她贊成禁止婦女在公立學校或其他公共場所戴頭巾，認為這是壓迫的象徵。並警告，歐洲的伊斯蘭化正在逐漸加劇，這將導致人權，特別是婦女權利的侵蝕。
她曾主張男童繼續進行合法割禮。
在2018年6月，施瓦策爾與她長期的生活和商業伴侶貝蒂娜·弗里特納結婚。
她最新出版的書籍為《Transsexualität. Was ist eine Frau? Was ist ein Mann? Eine Streitschrift》（2022年），書中批評跨性別主義成為一種趨勢，並主張保留專門保護生物女性的規定。也因此，她被批評為「跨性別恐懼症」。
2023年2月，她和莎拉·瓦根克内希特撰寫了《和平宣言》（Manifest für Frieden），這是一份反對向烏克蘭提供武器的請願書。